# 海科·迈尔
海科·迈尔（德語：Heiko Meyer，1976年12月2日—），德国男子跳水运动员。他曾代表德国参加2000年和2004年夏季奥林匹克运动会跳水比赛，其中2000年奥运会获得一枚铜牌。